# Thézac (Charente-Maritime)
Thézac település Franciaországban, Charente-Maritime megyében. Lakosainak száma 332 fő (2022. január 1.). Thézac Meursac, Pisany, Rétaud, Saint-Romain-de-Benet és Varzay községekkel határos.

## Népesség
A település népessége az elmúlt években az alábbi módon változott:
| Lakosok száma | 350  | 295  | 302  | 333  | 323  | 327  | 321  | 330  | 334  | 332  |
|               | 1968 | 1982 | 1990 | 2006 | 2013 | 2015 | 2017 | 2019 | 2020 | 2022 |